# Lagny
Lagny é uma comuna francesa na região administrativa de Altos da França, no departamento de Oise. Estende-se por uma área de 10,77 km². Em 2010 a comuna tinha 547 habitantes (densidade: 50,8 hab./km²).